# L'ispettore Gadget (serie animata 2015)
L'ispettore Gadget (Inspector Gadget) è una serie televisiva animata canadese realizzata in computer grafica nel 2015 da DHX Media composta da 52 episodi da 22 minuti con 2 mini episodi di 11 minuti. La serie è stata resa pubblica negli Stati Uniti su Netflix a partire dal 27 marzo 2015.
In Italia la serie è andata in onda con i primi 13 episodi su Boomerang dal 16 febbraio 2015, tuttavia il primo episodio è stato trasmesso in anteprima il 2 febbraio 2015, per poi proseguire con gli ultimi 13 episodi della prima stagione dal 4 maggio 2015. La seconda stagione composta da 26 episodi è andata in onda sullo stesso canale dal 3 luglio 2017. La serie viene trasmessa in chiaro su Cartoonito dal 10 giugno 2017 e su Italia 1 dal 7 settembre 2019.

## Trama
La storia è ambientata dopo le vicende narrate nella serie degli anni ottanta.
Sono passati diversi anni da quando Boss Artiglio è scomparso, tuttavia si scopre che era finito congelato in un iceberg e adesso è ritornato in azione dopo essere stato liberato da suo nipote Talon rimettendo in piedi la sua organizzazione criminale chiamata MAD. Gadget e i suoi alleati vengono richiamati per fermarlo una volta per tutte.

## Personaggi principali
Gadget
Doppiato in inglese da Ivan Sherry e in italiano da Fabrizio Vidale (1ª voce) e da Giorgio Melazzi (2ª voce).
Protagonista della serie.
Penny
Doppiata in inglese da Tara Strong  e in italiano da Gea Riva.
La nipote dell'ispettore Gadget.
Bravo
Doppiato da Scott McCord.
IL cane di Penny e dell'ispettore Gadget, che aiuta Penny nelle missioni di nascosto.
Commissario Quimby
Doppiato in inglese da Derek McGrath e in italiano da Alessandro Zurla.
Il Commissario che consegna a Gadget le missioni.
Prof. Drittenstein
Doppiato in inglese da Scott McCord e in italiano da Ruggero Andreozzi.
Uno scienziato che si occupa delle armi di Gadget.
Kayla
Doppiata in inglese da Katie Griffin e in italiano da Tiziana Martello.
La migliore amica di Penny.
Artiglio
Doppiato in inglese da Martin Roach e in italiano da Maurizio Trombini.
Il nemico numero uno dell'ispettore Gadget.
Satanasso
Doppiato da Frank Welker.
Il gatto del Boss Artiglio.
Talon
Doppiato in inglese da Lyon Smith e in italiano da Alessandro Germano.
Il nipote del Boss Artiglio.

## Episodi
| N° | Titolo originale                                            | Titolo italiano                                                         | Data Italia      |
| -- | ----------------------------------------------------------- | ----------------------------------------------------------------------- | ---------------- |
| 1  | Fantasy Penny                                               | La fantasia di Penny                                                    | 2 febbraio 2015  |
| 1  |                                                             |                                                                         | 2 febbraio 2015  |
| 2  | Penny Doctor                                                | Dottore Penny                                                           | 12 maggio 2015   |
| 2  | Game Over, Man                                              | L'alieno!                                                               | 12 maggio 2015   |
| 3  | Rock Out                                                    | Roccheggiamo!                                                           | 15 maggio 2015   |
| 3  | Strike a Pose                                               | Mettiti in posa                                                         | 15 maggio 2015   |
| 4  | A Better Class of MAD                                       | Una Star per il MAD                                                     | 19 febbraio 2015 |
| 4  | Cough Due to Claw                                           | Zio Gadget ha l'influenza                                               | 19 febbraio 2015 |
| 5  | Dog Show Days Are Over                                      | I concorsi canini hanno i giorni contati                                | 20 febbraio 2015 |
| 5  | One Bad Apple                                               | Una mela marcia                                                         | 20 febbraio 2015 |
| 6  | Sucks Like MAD                                              | Un gioco sporco                                                         | 23 febbraio 2015 |
| 6  | A Claw for Talon                                            | Un artiglio per Talon                                                   | 23 febbraio 2015 |
| 7  | Gadget's Da Bomb                                            | Gadget la bomba                                                         | 24 febbraio 2015 |
| 7  | Gadget Management                                           | Lezioni di MAD                                                          | 24 febbraio 2015 |
| 8  | Diamonds are a MAD's Best Friend                            | Un diamante è per MAD                                                   | 25 febbraio 2015 |
| 8  | Ticked Off                                                  | Fuori tempo massimo                                                     | 25 febbraio 2015 |
| 9  | You Know the Drill                                          | Fino al centro della Terra                                              | 26 febbraio 2015 |
| 9  | Operation HQ Reunion                                        | Operazione congelamento                                                 | 26 febbraio 2015 |
| 10 | A Hole in One                                               | Non tutte le ciambelle riescono col buco                                | 27 febbraio 2015 |
| 10 | Operation Hocus Pocus                                       | Operazione Hocus Pocus                                                  | 27 febbraio 2015 |
| 11 | MAD Carpet Ride                                             | Passeggiata sul MAD Carpet                                              | 2 marzo 2015     |
| 11 | Appy Days                                                   | Il gatto nel sacco                                                      | 2 marzo 2015     |
| 12 | Colliderscope                                               | Viaggio nello spazio-tempo                                              | 3 marzo 2015     |
| 12 | She Got Dangerous Game                                      | In trappola!                                                            | 3 marzo 2015     |
| 13 | My Gadget Will Go On                                        | L'inaffondabile Gadget                                                  | 4 marzo 2015     |
| 13 | The Gadgetator                                              | Gadgetator                                                              | 4 marzo 2015     |
| 14 | Head Case                                                   | Tanto di cappello                                                       | 4 maggio 2015    |
| 14 | Start Your Gadgets                                          | Accendete i vostri gadget                                               | 4 maggio 2015    |
| 15 | Mind over MADder                                            | Tempo di MADitazione                                                    | 5 maggio 2015    |
| 15 | Train-ing Day                                               | Il treno volante                                                        | 5 maggio 2015    |
| 16 | Ice, Ice Yeti                                               | Oggi, Yeti e domani                                                     | 6 maggio 2015    |
| 16 | MAD Soaker                                                  | Festa sott'acqua                                                        | 6 maggio 2015    |
| 17 | The Fountain of Cortez                                      | La fonte dell'eterna giovinezza                                         | 7 maggio 2015    |
| 17 | Evil U                                                      | L'università dei cattivi                                                | 7 maggio 2015    |
| 18 | WereBrain of London                                         | Un Bravo mannaro a Londra                                               | 8 maggio 2015    |
| 18 | Airhead to the Throne                                       | Somaro al trono                                                         | 8 maggio 2015    |
| 19 | Lost in the Lost City of Atlantis                           | La città perduta                                                        | 11 maggio 2015   |
| 19 | A Penny Saved                                               | Un Penny risparmiato                                                    | 11 maggio 2015   |
| 20 | Double O'Penny                                              | Alter-Penny                                                             | 12 maggio 2015   |
| 20 | We Heart Gadget                                             | Due cuori e un Gadget                                                   | 12 maggio 2015   |
| 21 | Tiny Talon Time                                             | Il piccolo Talon                                                        | 13 maggio 2015   |
| 21 | Fellowsheep of the Ring                                     | La compagnia dell'agnello                                               | 13 maggio 2015   |
| 22 | A Clawruption                                               | Un artiglio esplosivo                                                   | 14 maggio 2015   |
| 22 | Forever MAD                                                 | Un palco per il MAD                                                     | 14 maggio 2015   |
| 23 | Beyond Gadgetdome                                           | Un futuro non troppo lontano                                            | 15 maggio 2015   |
| 23 | Brain Drain                                                 | Un Bravo Satanasso                                                      | 15 maggio 2015   |
| 24 | What Is... the MADtrix                                      | Realtà virtuale                                                         | 18 maggio 2015   |
| 24 | Most Extreme Gadget Challenge                               | La sfida più estrema                                                    | 18 maggio 2015   |
| 25 | Pyramid Scheme                                              | Con o senza le piramidi                                                 | 19 maggio 2015   |
| 25 | Back to the MAD Future                                      | Ritorno al futuro del MAD                                               | 19 maggio 2015   |
| 26 | Tool Russia, With Love                                      | Dalla Russia con Gadget                                                 | 20 maggio 2015   |
| 26 | Low Speed                                                   | Chi va piano...                                                         | 20 maggio 2015   |
| 27 | Jurassic Jerk                                               | L'uovo di T-Rex                                                         | 3 luglio 2017    |
| 27 | Assistant Chief McFibber                                    | Quimby nel cappello                                                     | 3 luglio 2017    |
| 28 | Drone of Silence                                            | Il drone del silenzio                                                   | 4 luglio 2017    |
| 28 | Growing Like MAD                                            | L'uomo che sussurrava alle piante                                       | 4 luglio 2017    |
| 29 | MAD Money                                                   | Il robot spara-soldi                                                    | 5 luglio 2017    |
| 29 | Baking Bad                                                  | Lo spray dell'invisibilità                                              | 5 luglio 2017    |
| 30 | Tempest in a Tea Cup                                        | La pace sia col te                                                      | 6 luglio 2017    |
| 30 | Mr. Security                                                | Mister sicurezza                                                        | 6 luglio 2017    |
| 31 | Cooking with Claw                                           | Chef per un giorno                                                      | 7 luglio 2017    |
| 31 | Catnipped in the Bud                                        | L'erba gatta di Satanasso                                               | 7 luglio 2017    |
| 32 | Cuckoo for Talon                                            | La campana gigante                                                      | 8 luglio 2017    |
| 32 | Fayre Game                                                  | La festa medievale                                                      | 8 luglio 2017    |
| 33 | Picnic Pests                                                | Una talpa al picnic                                                     | 9 luglio 2017    |
| 33 | Talent Show Off                                             | Metro City's Got Talent                                                 | 9 luglio 2017    |
| 34 | Gadget & Oatsfunkle                                         | Un duo esplosivo                                                        | 10 luglio 2017   |
| 34 | Metro City's Sinking                                        | La stazione perduta                                                     | 10 luglio 2017   |
| 35 | The Lady and the Vamp                                       | La contessa e il vampiro                                                | 11 luglio 2017   |
| 35 | The Walking Head Cold                                       | Raffreddore ambulante                                                   | 11 luglio 2017   |
| 36 | Get Smarts                                                  | Furti geniali                                                           | 12 luglio 2017   |
| 36 | Escape Room with a View                                     | Il cattivo più cattivo                                                  | 12 luglio 2017   |
| 37 | Who Do Voodoo                                               | A tu per tu con il vudu!                                                | 13 luglio 2017   |
| 37 | Midnight MADness                                            | Follie di mezzanotte                                                    | 13 luglio 2017   |
| 38 | Gadg-ED                                                     | Tempo di esami                                                          | 14 luglio 2017   |
| 38 | See You Later, Super Gator                                  | Gadget contro gli alligatori                                            | 14 luglio 2017   |
| 39 | Rain of Terror                                              | La pioggia del terrore                                                  | 15 luglio 2017   |
| 39 | The Truth Is Under There                                    | Oggetto volante non identificato                                        | 15 luglio 2017   |
| 40 | Frienemy of the State                                       | Nemica-amica dello Stato                                                | 16 luglio 2018   |
| 40 | MADhenge                                                    | Una potente resa dei conti                                              | 16 luglio 2018   |
| 41 | The Claw Who Stole Christmas                                | Il Natale è in pericolo                                                 | 17 luglio 2018   |
| 41 | The Thingy                                                  | La Cosa                                                                 | 17 luglio 2018   |
| 42 | The Talon-ted Mr. Colin                                     | Dottor Talon e Mister Colin                                             | 18 luglio 2018   |
| 42 | MADzilla                                                    | Un combattimento smisurato                                              | 18 luglio 2018   |
| 43 | Anti-gravity                                                | Il convertitore di gravità                                              | 19 luglio 2018   |
| 43 | Too Many Talons                                             | Troppi Talon                                                            | 19 luglio 2018   |
| 44 | Star Power                                                  | Il fascino delle stelle                                                 | 20 luglio 2018   |
| 44 | Panda-monium                                                | Un panda per la pace                                                    | 20 luglio 2018   |
| 45 | Under the MADnight Sun                                      | Sotto il sole di MADzzanotte                                            | 21 luglio 2018   |
| 45 | Skyrates Off the Starboard Bow!                             | All'arrembaggio!                                                        | 21 luglio 2018   |
| 46 | Fate it ‘til You Make it                                    | L'oracolo di Delfi                                                      | 22 luglio 2018   |
| 46 | Once Upon a Screentime                                      | La Ipnogif                                                              | 22 luglio 2018   |
| 47 | The MADstache of Professor Colin                            | Sotto mentite spoglie                                                   | 23 luglio 2018   |
| 47 | MADthuselah                                                 | La macchina di MADtusalemme                                             | 23 luglio 2018   |
| 48 | The Heir Affair                                             | L'erede calvo                                                           | 24 luglio 2018   |
| 48 | Parched Nemesis                                             | La città assetata                                                       | 24 luglio 2018   |
| 49 | Trees Company                                               | La compagnia degli alberi                                               | 25 luglio 2018   |
| 49 | MADtrack                                                    | Assalto al treno                                                        | 25 luglio 2018   |
| 50 | The Mission Ball                                            | Il ballo degli agenti                                                   | 26 luglio 2018   |
| 50 | Tell Me What Sphinx                                         | Gli enigmi della Sfinge                                                 | 26 luglio 2018   |
| 51 | Harmageddon                                                 | La cometa impazzita                                                     | 27 luglio 2018   |
| 51 | Do No Arm                                                   | Fasciature rischiose                                                    | 27 luglio 2018   |
| 52 | Inspector Gadget Goes to Jail                               | L'ispettore Gadget dietro le sbarre                                     | 28 luglio 2018   |
| 52 | We Had a Really Good Title for This One... But We Forgot It | Avevamo un gran bel titolo per questo episodio ma l'abbiamo dimenticato | 28 luglio 2018   |